# بخش نیمشیلن (شهرستان استارک، اوهایو)
بخش نیمشیلن (به انگلیسی: Nimishillen Township) یک منطقهٔ مسکونی در ایالات متحده آمریکا است که در شهرستان استارک، اوهایو واقع شده‌است.
 بخش نیمشیلن ۸۲٫۱ کیلومتر مربع مساحت و ۹٬۰۹۸ نفر جمعیت دارد و ۳۴۹ متر بالاتر از سطح دریا واقع شده‌است.